# Saffraanberg
De Saffraanberg is een heuvel in de buurt van Sint-Truiden. Ze is 81 m hoog.
De school voor onderofficieren van de Defensie van België is hier gevestigd. Sindsdien is "Campus Saffraanberg" synoniem en roepnaam geworden van wat officieel de "Koninklijke School voor Onderofficieren" heet.